# Diana Nyad
Diana Nyad, nata Sneed (New York, 22 agosto 1949), è una nuotatrice statunitense, specializzata nel nuoto di fondo. Durante la sua carriera da nuotatrice ha battuto vari record, come aver compiuto il giro dell'isola di Manhattan in meno di otto ore nel 1975 e nel 1979 aver nuotato per 102 miglia senza interruzione e senza muta, da Bimini fino in Florida. Il suo record dell'agosto 2013, che vantava l'aver nuotato da Cuba fino in Florida, non le è stato riconosciuto, adducendo come motivazione la mancanza di osservatori indipendenti..

## Biografia
Diana Nyad è assurta alle cronache nel 1975 quando ha nuotato intorno all'isola di Manhattan per 45 km e nel 1979, quando ha nuotato da North Bimini nelle Bahamas, fino a Juno Beach in Florida per 164 km.
Dopo aver fallito il primo tentativo nel 1978, nel 2013 all'età di 64 anni, al suo quinto tentativo, ha nuotato da Cuba alla Florida divenendo la prima persona a coprire a nuoto tale percorso senza ausilio di una gabbia per squali. In tale circostanza ha nuotato dall'Avana fino a Key West per 177 km.

## Riconoscimenti
Nyad nel 2006 è stata inclusa nella International Women's Sports Hall of Fame come riconoscimento alla sua carriera pionieristica.

## Nella cultura di massa
La biografia dell'atleta è stata raccontata nel film Nyad - Oltre l'oceano del 2023, interpretato da Annette Bening e Jodie Foster, per la regia di Elizabeth Chai Vasarhelyi e Jimmy Chin.